# 1996 AN
1996 AN är en asteroid i huvudbältet som upptäcktes den 11 januari 1996 av den japanska astronomen Takao Kobayashi vid Ōizumi-observatoriet.
Den tillhör asteroidgruppen Nysa.